# نیس (فریسلاند)
نیس (به هلندی: Nes) یک منطقهٔ مسکونی در هلند است که در دونگرادیل واقع شده‌است. نیس ۳۷۶ نفر جمعیت دارد.